# Stine Pettersen Reinås
Stine Pettersen Reinås (*  15. Juli 1994 in Hafslo) ist eine norwegische ehemalige Fußballspielerin.

## Karriere

### Verein
Reinås spielte nach einem kurzen Engagement beim FBK Voss von 2011 bis 2012 beim Erstligisten Kattem IL. Am Ende der Saison 2012 belegte die Mannschaft den vorletzten Platz. Zwar konnte die Mannschaft die Playoffspiele gegen den Vizemeister der 1. Divisjon mit dem Gesamtergebnis 5:3 für sich entscheiden, aus finanziellen Gründen wurde die Mannschaft aber vom Ligabetrieb abgemeldet. Reinås  wechselte daraufhin zum Vizemeister Stabaek IF. Dort spielte sie bis 2017 und errang gleich in ihrer ersten Saison den Meistertitel und den Pokal. Damit nahm der Verein an der UEFA Women’s Champions League 2014/15, wo sie aber im Sechzehntelfinale nach zwei knappen Niederlagen gegen den deutschen Meister VfL Wolfsburg ausschieden. In den folgenden Jahren reichte es nur noch einmal zur Vizemeisterschaft. Zur Saison 2018 wechselte sie zu Vålerenga Oslo. Nach der Vizemeisterschaft  2019 kehrte sie nach Stabaek zurück, obwohl der Verein am Ende der Saison in die 2. Liga abgestiegen war. 2021 gelang die Rückkehr in die Toppserien und Stabæk konnte dann sogar als Vierter die Meisterschaftsrunde erreichen, in der aber alle Spiele verloren wurde, so dass es keine Verbesserung gab.

### Nationalmannschaft
Reinås durchlief ab der U-16-Nationalmannschaft sämtliche Juniorinnenauswahlen des norwegischen Fußballverbands. Mit der U-19-Nationalmannschaft nahm sie an der zweiten Qualifikationsrunde zur U-19-Fußball-Europameisterschaft der Frauen 2012 teil. Beim Turnier in Portugal belegten sie aber hinter den Gastgeberinnen nur den zweiten Platz und waren auch nur zweitbester Gruppenzweiter, so dass sie die Endrunde verpassten. In der ersten  Qualifikationsrunde zur U-19-Fußball-Europameisterschaft der Frauen 2013 hatte sie einen Einsatz. In der zweiten Qualifikationsrunde hatten die Norwegerinnen Heimrecht. Reinås kam in den drei Spielen zum Einsatz un erzielte beim 5:2 gegen Serbien ihr einziges Tor für die U-19-Mannschaft. Zwar belegten sie auch diesmal nur den zweiten Platz, als beste Gruppenzweite qualifizierten sie sich aber für die Endrunde in Wales. Dort kam sie bei den Niederlagen gegen Deutschland und Finnland zum Einsatz, wodurch sie als Gruppendritte ausschieden.
Am 15. September 2016 gab sie im vorletzten Spiel der Qualifikation für die EM 2017 gegen Kasachstan ihr Debüt für die A-Nationalmannschaft. Sie stand in der Startelf und erzielte in der 21. Minute das Tor zum zwischenzeitlichen 4:0 (Endstand 10:0). Vier Tage später stand sie im letzten Qualifikationsspiel, das mit 5:0 gegen Israel gewonnen wurde, erneut in der Startelf. Es folgten drei Einsätze beim Algarve-Cup 2017, bei dem die Norwegerinnen aber nur das Spiel um Platz 11 gegen die Gastgeberinnen gewannen, in dem sie aber nicht eingesetzt wurde. Sie wurde auch für die EM-Endrunde in den Niederlanden nominiert, kam aber in den drei Gruppenspielen, die die Norwegerinnen ohne Torerfolg verloren, nicht zum Einsatz. Im September 2017 wurde sie dann in den ersten beiden Qualifikationsspielen zur WM 2019 wieder in der Startelf eingesetzt. Ihren bisher letzten Einsatz hatte sie beim Algarve-Cup 2018 beim einzigen Sieg der Norwegerinnen gegen China. Für den Algarve-Cup 2020 wurde sie nach der Verletzung einer anderen Spielerin nachnominiert, aber nicht eingesetzt.

## Erfolge
- Norwegische Meisterin 2013
- Norwegische Pokalsiegerin 2013